# Liss-Acktjärnen
Liss-Acktjärnen är en sjö i Ockelbo kommun i Gästrikland och ingår i Gavleåns huvudavrinningsområde.